# Pep Busquets
Josep Busquets Costa, (Granollers, España, 2 de marzo de 1999) es un jugador de baloncesto español. Con 2,01 metros de estatura, su puesto natural en la cancha es el de escolta. Actualmente juega en las filas del Bàsquet Girona de la Liga Endesa.

## Trayectoria
Es un escolta formado en el Joventut de Badalona y considerado uno de los jugadores de más proyección de la cantera del club verdinegro.
En la temporada 2017-18 tras jugar en el equipo júnior de la Penya es cedido al Arenys Bàsquet Joventut de la Liga EBA.
En verano de 2018, llega cedido al CB Prat de la Liga LEB Oro.
Debuta en liga ACB en la jornada 15 de la temporada 2018-19 contra Valencia Basket.
La temporada 2019-20 la empieza en el primer equipo del Joventut hasta la jornada 7, donde sale cedido a Lucentum Alicante de LEB Oro para poder gozar de más minutos y seguir desarrollándose. Vuelve a la Penya para jugar la burbuja de Valencia (debido al Covid) rindiendo a muy buen nivel.
La 20-21 vuelve a empezarla en el Joventut pero con tan sólo 2 jornadas disputadas se cierra su cesión al Bàsquet Girona de Marc Gasol que acababa de ascender a LEB Oro. Pep acaba cuajando una muy buena temporada lo que le abre las puertas a su vuelta a casa, la Penya.
En enero de 2024 firma su mejor partido hasta la fecha en ACB con 20 puntos, 7 rebotes y 3 asistencias, para 23 de valoración, en el partido de liga regular disputado en Tenerife.
El 2 de enero de 2025, ficha por el Bàsquet Girona de la Liga Endesa.

## Palmarés y títulos
- 2014-15. Cataluña. Campeonato de España Cadete de Selecciones Autonómicas. Campeón
- 2017. España. Europeo Sub-18, en Eslovaquia. Plata
- 2019. España. Europeo sub-20 en Israel. Plata